# Cantonul Salles-Curan
Cantonul Salles-Curan este un canton din arondismentul Millau, departamentul Aveyron, regiunea Midi-Pyrénées, Franța.

## Comune
- Alrance
- Curan
- Salles-Curan (reședință)
- Villefranche-de-Panat